# Deppea pubescens
Deppea pubescens är en måreväxtart som beskrevs av William Botting Hemsley. Deppea pubescens ingår i släktet Deppea och familjen måreväxter. Inga underarter finns listade i Catalogue of Life.